# Charles Howard, XII conte di Carlisle
Charles James Ruthven Howard, XII conte di Carlisle, noto come Visconte Morpeth dal 1923 al 1963 (Londra, 21 febbraio 1923 – Londra, 28 novembre 1994), è stato un nobile e militare inglese.

## Biografia
Charles nacque a Londra, figlio primogenito di George Howard, XI conte di Carlisle e di sua moglie, Bridget Monckton, XI lady Ruthven di Freeland. Educato all'Eton College, durante la Seconda guerra mondiale fu militare e si guadagnò sul campo la Military Cross.
Nel 1963 succedette al padre al titolo di Conte di Carlisle e nel 1982, alla morte della madre, ottenne anche la signorìa di Ruthaven di Freeland.
Lord Carlisle morì nel 28 novembre 1994 e venne succeduto dal suo figlio primogenito, George.

## Matrimonio e figli
Lord Carlisle sposò Ela Helen Aline, figlia di Wentworth Beaumont, II visconte Allendale, il 3 ottobre 1945. La coppia ebbe quattro figli:
- Jane Howard (n. 28 febbraio 1947)
- George William Beaumont Howard, XIII conte di Carlisle (n. 15 febbraio 1949)
- Emma Howard (n. 20 luglio 1952)
- Philip Charles Wentworth Howard (n. 25 marzo 1963)

## Ascendenza
|                                                 |                                                  |                                     | Genitori                                |  |  | Nonni |  |  | Bisnonni                            |  |  | Trisnonni           |  |
|                                                 |                                                  |                                     |                                         |  |  |       |  |  | George Howard, IX conte di Carlisle |  |  | lord Charles Howard |  |
|                                                 |                                                  |                                     |                                         |  |  |       |  |  | George Howard, IX conte di Carlisle |  |  | lord Charles Howard |  |
|                                                 |                                                  | Mary Priscilla Harriet Parke        |                                         |  |  |       |  |  | George Howard, IX conte di Carlisle |  |  |                     |  |
| Charles Howard, X conte di Carlisle             |                                                  |                                     |                                         |  |  |       |  |  | George Howard, IX conte di Carlisle |  |  |                     |  |
|                                                 |                                                  | lady Rosalind Howard                | Edward Stanley, II barone di Alderley   |  |  |       |  |  |                                     |  |  |                     |  |
|                                                 |                                                  | lady Rosalind Howard                | Edward Stanley, II barone di Alderley   |  |  |       |  |  |                                     |  |  |                     |  |
|                                                 |                                                  | lady Rosalind Howard                | hon. Henrietta Maria Dillon-Lee         |  |  |       |  |  |                                     |  |  |                     |  |
| George Howard, XI conte di Carlisle             |                                                  | lady Rosalind Howard                |                                         |  |  |       |  |  |                                     |  |  |                     |  |
|                                                 |                                                  | Paget L'Estrange                    | sir George Burdett L'Estrange           |  |  |       |  |  |                                     |  |  |                     |  |
|                                                 |                                                  | Paget L'Estrange                    | sir George Burdett L'Estrange           |  |  |       |  |  |                                     |  |  |                     |  |
|                                                 |                                                  | Paget L'Estrange                    | Louisa Vincentia Stepney                |  |  |       |  |  |                                     |  |  |                     |  |
| Rhoda Ankaret L'Estrange                        |                                                  | Paget L'Estrange                    |                                         |  |  |       |  |  |                                     |  |  |                     |  |
|                                                 |                                                  | Emily Frances Ryves                 | William Henry Ryves                     |  |  |       |  |  |                                     |  |  |                     |  |
|                                                 |                                                  | Emily Frances Ryves                 | William Henry Ryves                     |  |  |       |  |  |                                     |  |  |                     |  |
|                                                 |                                                  | Emily Frances Ryves                 | Emma Maxwell                            |  |  |       |  |  |                                     |  |  |                     |  |
| Charles Howard, XII conte di Carlisle           |                                                  | Emily Frances Ryves                 |                                         |  |  |       |  |  |                                     |  |  |                     |  |
|                                                 | Walter Hore-Ruthven, IX lord Ruthven di Freeland | hon. William Hore-Ruthven           |                                         |  |  |       |  |  |                                     |  |  |                     |  |
|                                                 | Walter Hore-Ruthven, IX lord Ruthven di Freeland | hon. William Hore-Ruthven           |                                         |  |  |       |  |  |                                     |  |  |                     |  |
|                                                 | Walter Hore-Ruthven, IX lord Ruthven di Freeland | Dells Honoria Lowen                 |                                         |  |  |       |  |  |                                     |  |  |                     |  |
| Walter Hore-Ruthven, X lord Ruthven di Freeland | Walter Hore-Ruthven, IX lord Ruthven di Freeland |                                     |                                         |  |  |       |  |  |                                     |  |  |                     |  |
|                                                 |                                                  | lady Caroline Annesley Gore         | Philip Gore, IV conte di Arran          |  |  |       |  |  |                                     |  |  |                     |  |
|                                                 |                                                  | lady Caroline Annesley Gore         | Philip Gore, IV conte di Arran          |  |  |       |  |  |                                     |  |  |                     |  |
|                                                 |                                                  | lady Caroline Annesley Gore         | Elizabeth Marianne Napier               |  |  |       |  |  |                                     |  |  |                     |  |
| Bridget Monckton, XI lady Ruthven di Freeland   |                                                  | lady Caroline Annesley Gore         |                                         |  |  |       |  |  |                                     |  |  |                     |  |
|                                                 |                                                  | Norman George Lampson, II baronetto | sir Curtis Miranda Lampson, I baronetto |  |  |       |  |  |                                     |  |  |                     |  |
|                                                 |                                                  | Norman George Lampson, II baronetto | sir Curtis Miranda Lampson, I baronetto |  |  |       |  |  |                                     |  |  |                     |  |
|                                                 |                                                  | Norman George Lampson, II baronetto | Jane-Walter Sibley                      |  |  |       |  |  |                                     |  |  |                     |  |
| Jean Leslie Lampson                             |                                                  | Norman George Lampson, II baronetto |                                         |  |  |       |  |  |                                     |  |  |                     |  |
|                                                 |                                                  | Helen Agnes Blackburn               | Peter Blackburn                         |  |  |       |  |  |                                     |  |  |                     |  |
|                                                 |                                                  | Helen Agnes Blackburn               | Peter Blackburn                         |  |  |       |  |  |                                     |  |  |                     |  |
|                                                 |                                                  | Helen Agnes Blackburn               | Jean Blackburn                          |  |  |       |  |  |                                     |  |  |                     |  |
|                                                 |                                                  | Helen Agnes Blackburn               |                                         |  |  |       |  |  |                                     |  |  |                     |  |